# Сандей (десерт)
Са́ндей или са́нди (англ. sundae; от искаж. англ. Sunday — «воскресенье») — американский десерт из мороженого. Готовится из нескольких сортов мороженого, украшенных фруктовым сиропом или желе, измельчёнными орехами, шоколадом, взбитыми сливками и ягодами.

## История
Согласно «Оксфордскому словарю английского языка», причина искажения написания слова «воскресенье» в названии сандей неизвестна.
Различные города и штаты в США претендуют на то, что именно там был придуман этот десерт: Нью-Йорк, Буффало, Огайо, Кливленд, Нью-Орлеан, Луизиана и многие другие.
Среди многих историй об изобретении сандея присутствует объяснение, что он являлся дальнейшей эволюцией десертного напитка, известного в США, как «содовая с мороженым». По другой версии, сандей был создан, потому что у кондитеров возникла необходимость найти замену обычному мороженому, которое было весьма популярно в воскресные дни.
Это необходимость была вызвана историческим существованием в США так называемых Воскресных или Синих законов, которые запрещали определённые виды работ и развлечений в воскресные дни, первоначально для того, чтобы граждане Соединённых Штатов не отвлекались от посещения церкви. В своё время в число синих законов в некоторых штатах входил запрет на употребление мороженого по воскресеньям. Питер Бёрд в книге «Первая пищевая империя» (The First Food Empire) (2000 год) написал, что название сандей было придумано в штате Иллинойс, где существовал подобный закон; тогда как мороженое в составе десерта с добавлением других ингредиентов юридически уже не считалось мороженым.

## Виды сандеев
- Сандей с соусом баттерскотч

Классический сандей с горячим соусом баттерскотч приготовлен из ванильного мороженого, горячего шоколадного соуса, взбитых сливок, дроблённых орехов и мараскиновой коктейльной вишней. Вместо ванильного может использоваться и другое мороженое.
- Черепаховый сандей

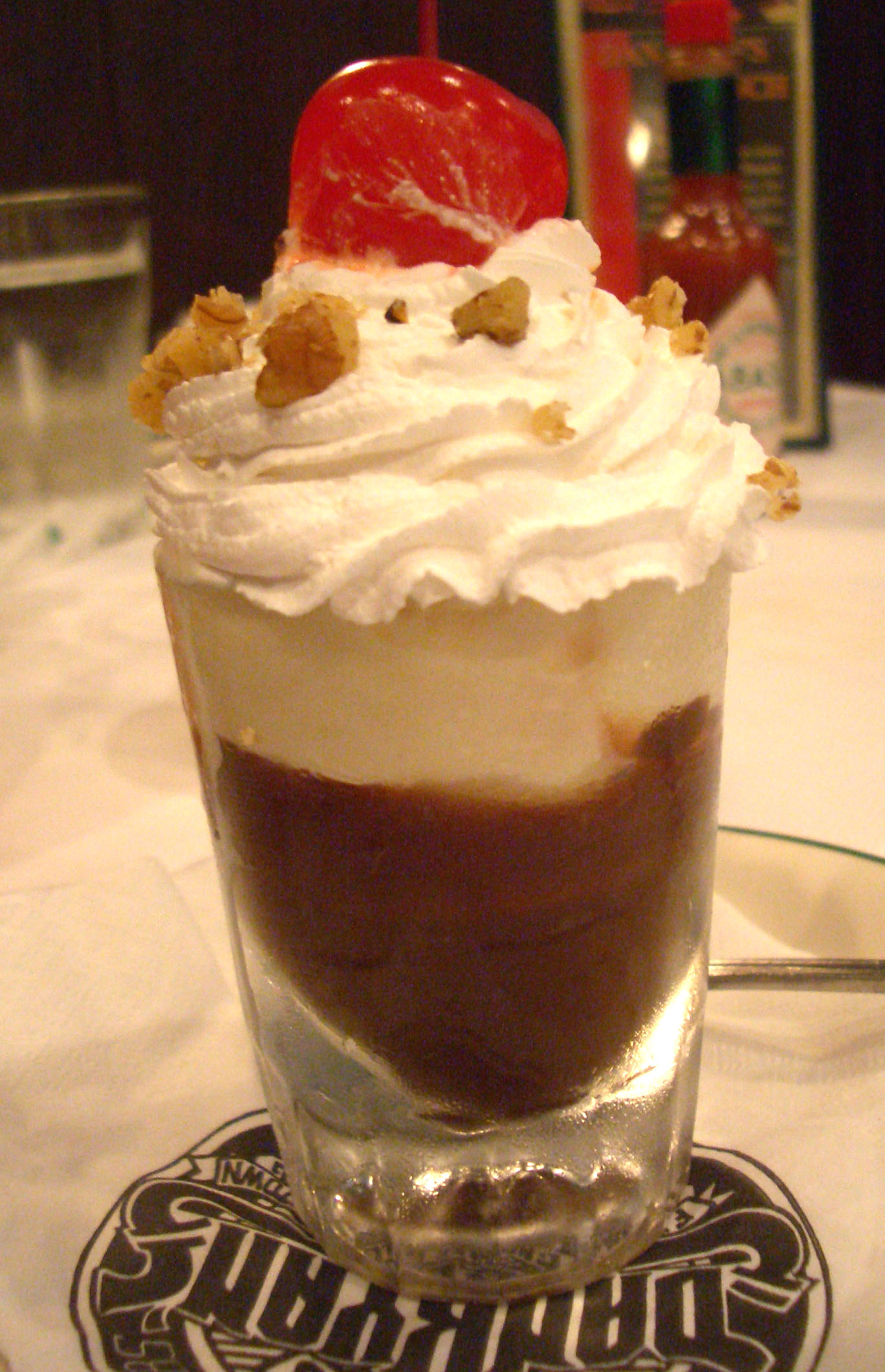
Шоколадный сандей в бокале

Популярная комбинация из ванильного мороженого, горячего ириса и горячего карамельного соуса с добавлением жареных орехов пекан.
- Чёрное и белое

Этот вид сандея приготовлен из ванильного мороженого с шоколадным соусом и шариком шоколадного мороженого, украшенного маршмэллоу.
- Сандей с пирожным

Готовится из шоколадного пирожного с орехами, ванильного мороженого, шоколадного сиропа, арахиса, горячего ириса, взбитых сливок и часто сверху украшается коктейльной вишней.
- Банановый сплит

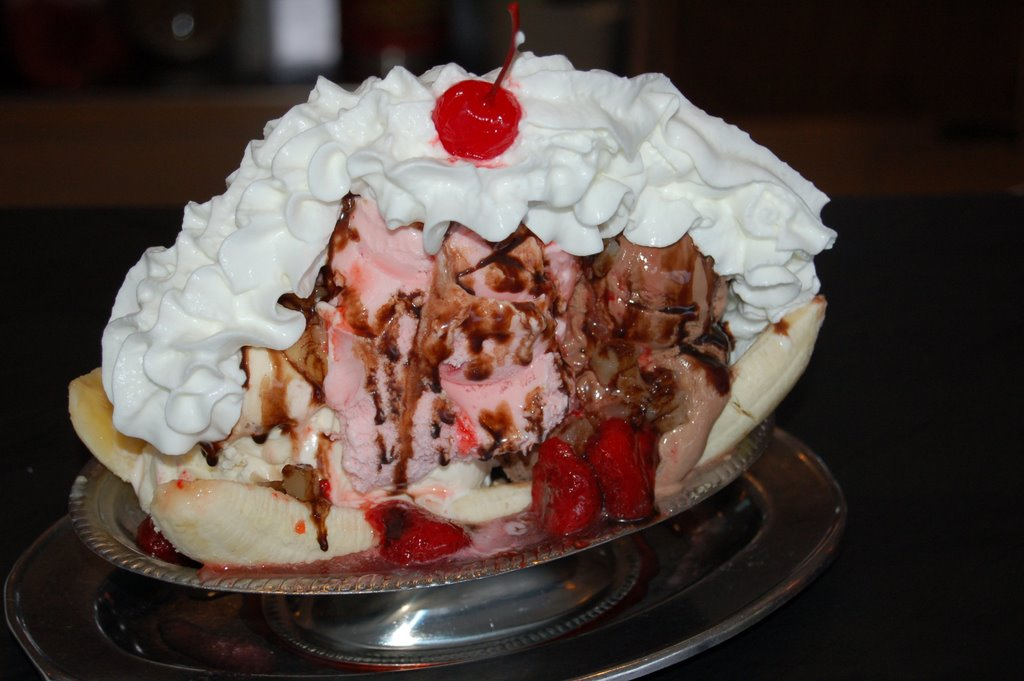
Банановый сплит

Этот вид сандея представляет собой три вида сандей, сложенных шариками между половинками банана, разрезанным в длину. Состоит из клубничного мороженого, сверху политого клубничным сиропом, шоколадного мороженого, политого шоколадным сиропом, и ванильного мороженого, посыпанного дроблённым арахисом. Каждый шарик мороженого украшен взбитыми сливками и коктейльной вишней.
- Банановый фостер

Этот вид сандея приготовлен из бананового фламбе с ромом, банановым ликёром и специями.
- Американское парфе

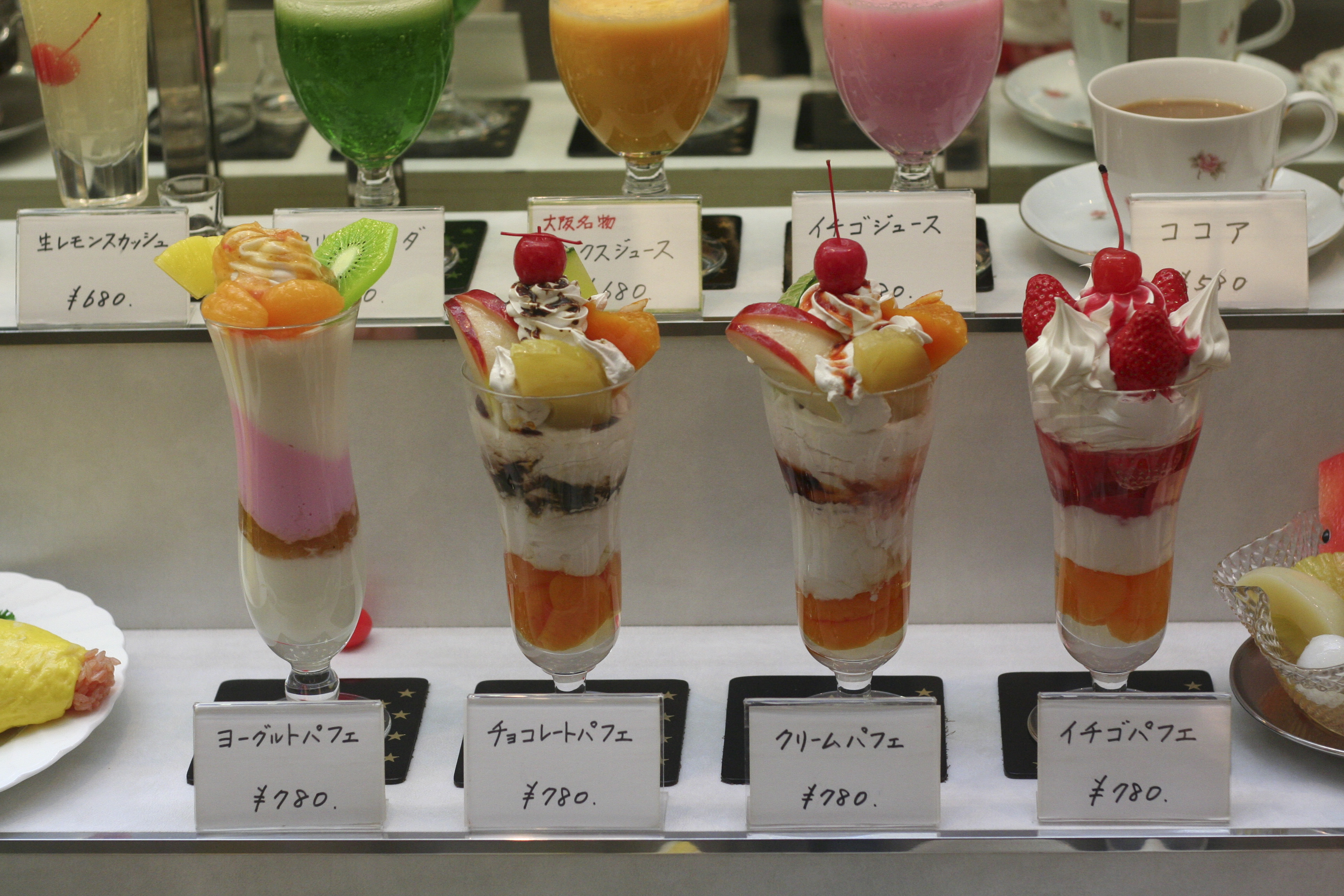
Американское парфе

Этот вид сандея подаётся в высоком стакане, заполненном слоями мороженого, гранолой, сиропом и ликёром.
- Брауни сандей

Это десерт включает в себя пирожное брауни, ванильное мороженое, шоколадный соус, арахис, горячий ирис и взбитые сливки, часто с мараскиновой вишней. Если брауни заменяет блонди, то вместо шоколадного используется карамельный соус.
- Давид Харум

Это мороженое состоит из ванильного мороженого, толчёной клубники, дробленого ананаса, взбитых сливок и вишни. Оно названо в честь главного героя книги ««Дэвид Харум или История американской жизни»», написанной в 1899 году писателем Эдвардом Уэсткоттом.
- Существуют и многие другие виды сандеев.

## Самое дорогое мороженое в мире
Самым дорогим в мире до недавнего времени считался сандей, который назывался «Золотое изобилие» (The Golden Opulence Sundae), созданный в ресторане Serendipity 3 из Нью-Йорка. Создание этого сандея было приурочено к пятидесятилетию со дня открытия ресторана — его золотому юбилею. В 2007 году сандей «Золотое изобилие» был зарегистрирован в Книге рекордов Гиннесса как самый дорогой в мире и стоил 1000 долларов США.
Вскоре после регистрации этого рекорда владелец ресторана Serendipity 3 Стивен Брюс объявил о создании нового десерта из мороженого — сандей «Frrozen Haute Chocolate» стоимостью 25000 долларов США.

## Интересный факт
- Клубничный сандей — любимый десерт главного героя в аниме-адаптации компьютерных игр «Devil May Cry» — Данте.
- Сандей упоминается в мультфильме студии Дисней «Зверополис».